# Arnaud Tourtoulou
Arnaud Tourtoulou, né le 20 février 1964, est un homme d'affaires et dirigeant de rugby à XV français. Il est président du Racing 92 depuis décembre 2024.

## Biographie

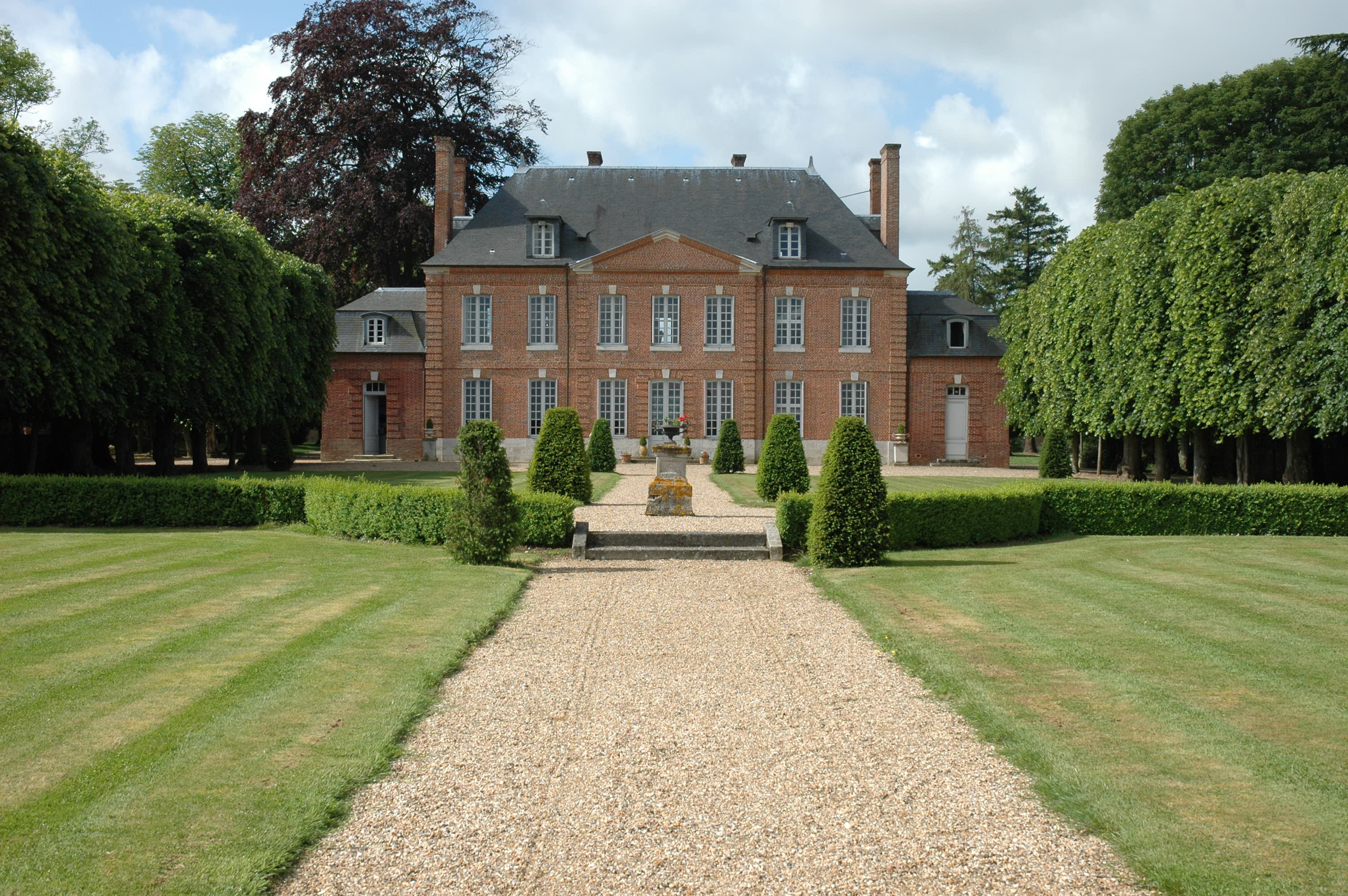
Château d'Émalleville

Cantalou d'origine, il accomplit ses études et sa carrière professionnelle à Paris, avant de mettre le cap sur la Normandie où il acquiert le château d'Émalleville dans l'Eure,, inscrit au titre des monuments historiques depuis 1996. Il est aussi membre du bureau de l'association de La Demeure historique qui regroupe des propriétaires de monuments historiques privés.
Il joue au rugby à XV à l'université puis en corpos au poste d'arrière ou d'ailier. Il deviendra ensuite éducateur des juniors à l'Évreux AC Rugby.
Pendant la Coupe du monde de rugby à XV 2007 organisée en France, il est officier de liaison pour l'équipe d'Angleterre.
Le 5 octobre 2010, il est nommé président du CS Bourgoin-Jallieu par le conseil d'administration du club. Il souhaite que le CSBJ soit « LE club de la région Rhône-Alpes » avec pour ambition les phases finales françaises et européennes. Il est accompagné de Pascal Lebard (PDG d'Arjowiggins, sponsor maillot) et Geoffroy Roux de Bezieux (patron de Virgin Mobile, administrateur) dans son projet. Il démissionne le 10 décembre 2010 car il ne sent pas une mobilisation suffisamment forte autour de son projet de relance notamment auprès des collectivités locales, la mairie et la Communauté d'agglomération Porte de l'Isère.
En 2011, il rejoint le Racing 92 en tant que conseiller du président Jacky Lorenzetti. En février 2012, il est nommé directeur général du club. Il occupe ce poste jusqu'à son licenciement le 1er juillet 2016. De 2014 à 2016, il intègre le bureau de l'Union des clubs professionnels de rugby, syndicat patronal représentant les clubs de rugby à XV français possédant un statut professionnel.
Le 9 décembre 2017, il est élu au comité directeur de la ligue régionale Île-de-France de rugby sur la liste de Florian Grill. De 2017 à 2020, il est vice-président chargé des partenariats.
Il est membre du conseil d'administration du comité d'organisation de la Coupe du monde de rugby à XV 2023. Il y est responsable du marketing.
En 2021, il rejoint l'Évreux AC Rugby en tant que vice-président, responsable de l'oganisation sportive. Il devient également entraîneur de l'équipe féminine en Fédérale 1.
En décembre 2024, il revient au Racing 92 pour succéder à Laurent Travers à la présidence du directoire du club.